# Jimilimé
Jimilimé ist einer der nördlichsten Orte auf der Insel Anjouan im Inselstaat Komoren im Indischen Ozean.

## Geographie
Jimilimé liegt zusammen mit Banda Mtsanga an der Nordspitze der Insel. Der große Ort war bis in jüngerer Zeit nur über Maultierpfade zu erreichen. Er liegt auf ca. 284 m Höhe und ist bekannt für den Gewürznelken-Anbau.
Teilweise wird das Berggebiet um den Ort ebenfalls als Jimilimé bezeichnet. Dort finden sich die Gipfel Dziani, Hantsandzi, Hanikora, Mboy und Joumbi. Wichtige Flüsse sind Trontroni, Bandagnouma und Hambondro.